# Svatý Metoděj

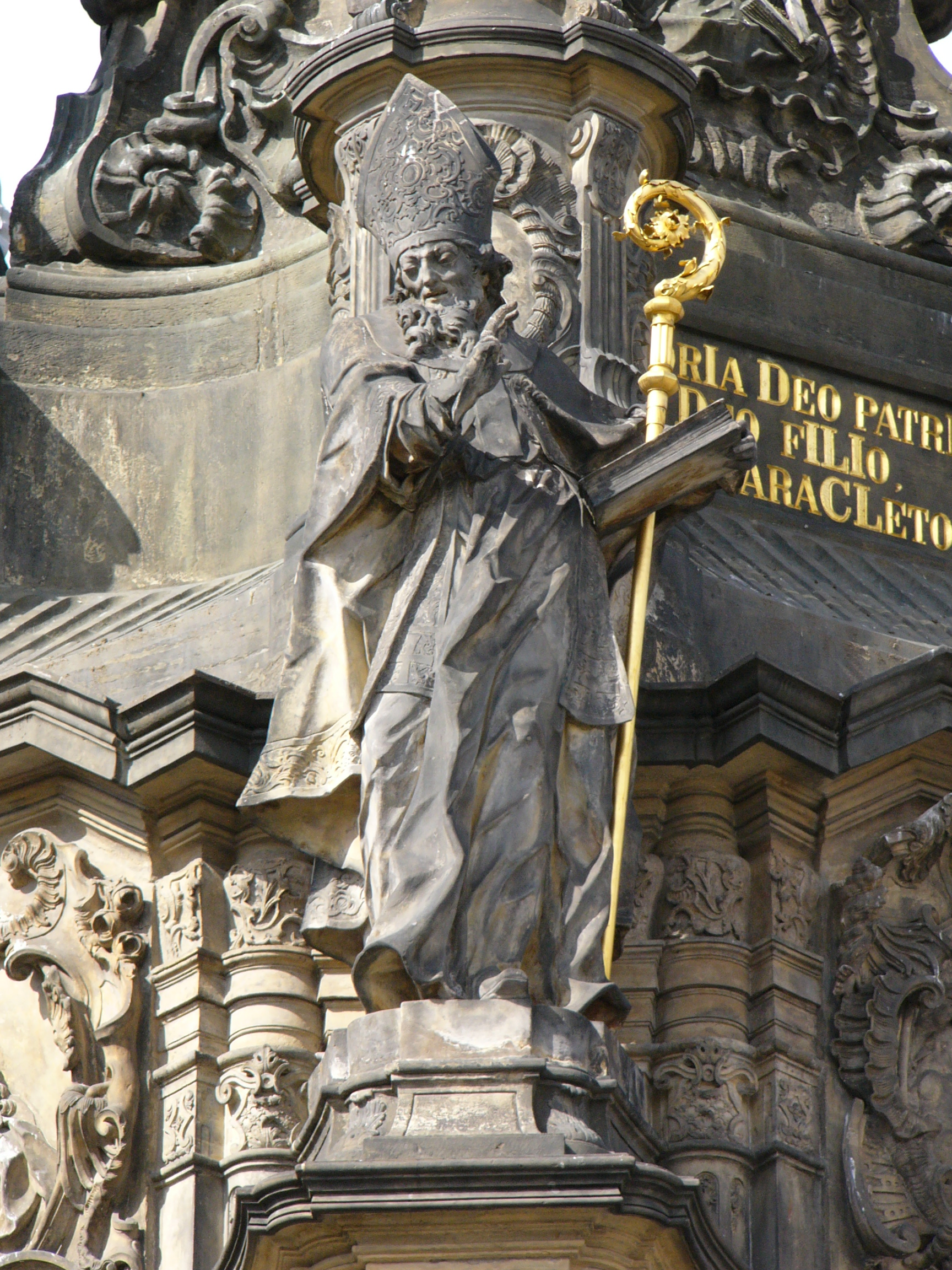
Metoděj na Sloupu Nejsvětější Trojice v Olomouci

Svatý Metoděj (řecky Μεθόδιος, Methodios; latinsky Methodius) (813 (prameny uvádějí i 815) v Soluni – 6. dubna 885 na Moravě) byl významný byzantský právník, státník, mnich, biskup, teolog, světec a jeden z nejvýznamnějších učenců 9. století. Spolu se svatým Cyrilem je hlavním patronem Moravy a spolupatronem Evropy. V barokních textech se vyskytuje i slovanská podoba jeho jména: Strachota; původně se však jmenoval Michal.

## V Byzanci
Michael-Metoděj, byl starší bratr sv. Konstantina-Cyrila, nejstarší ze sedmi dětí drungaria Lva a jeho ženy Marie. Oba rodiče pocházeli z řecké patricijské rodiny. Podle Konstantina Bonise byla Marie dcerou byzantského císaře Konstantina VI. Michael (Metoděj) byl urostlé postavy a velmi inteligentní. Studoval v Soluni a v Cařihradu (Konstantinopoli). Právě zde v Cařihradu na studiu práv se pod dohledem otce připravoval po jeho vzoru k vojenské a státní správní službě. Pro své nadprůměrné schopnosti byl mezi učiteli oblíben. Není tedy divu, že vlivem otce a jeho přátel byl brzy v roce 835 pověřen vysokým a odpovědným úřadem archonta, císařského místodržitele v Strymonském kraji severně od Soluně, obývaném Slovany.
Slované v Makedonii a Thesálii se snažili využít každé příležitosti, aby se vymanili z vlivu Byzance. Do zmatků kolem nastoupení císařovny Theodory II. na trůn zasáhli i Bulhaři pokusem sdružit balkánské Slovany do jednoho státního útvaru. Okolo roku 842 odstředivé snahy Slovanů vůči Byzanci zaznamenaly určitý úspěch.
Tato nepokojná doba měla vliv na změnu filozofického názoru Michaela. Znelíbil se mu byzantský způsob vlády vůči Slovanům, jejichž obyčejům navykl již v raném mládí. Vzhledem ke svému postavení měl totiž příležitost z bezprostřední blízkosti sledovat, kterak hrubé nepořádky, nepoctivost a nespravedlnost prorůstají byzantskou státní správu. Nemohl nepostřehnout, že taková politika je příčinou odstředivých tendencí Slovanů nejen od Byzance, ale i od křesťanství jako takového. Podle Michaelova mínění byzantští Řekové zdaleka nepostupovali v souladu s křesťanskými zásadami. Bylo mu tedy zatěžko se s klidným svědomím spolupodílet na tomto způsobu vládnutí a táhlo ho to do samoty.
Při vhodné příležitosti se kolem roku 845 zřekl vysokého státního úřadu a uchýlil se do maloasijské mnišské oblasti s mnoha kláštery, pod bithýnský Olymp (turecky Keşiş Dağı, dnes Uludağ, 2543 m n. m.), „kde žijí svatí otcové“. Podle Vladimíra Vavřínka se mohlo jednat o klášter Polichnion na úpatí hory Sigriane v předhůří Olympu. Tam teprve přijal mnišské jméno Metoděj (Methodios) a věnoval se bohosloví, opisování starých knih a jejich studiu. Po deseti letech právě sem, do jednoho z větších klášterů na Olympu, přišel za Metodějem jeho nejmladší bratr Konstantin. Časem se bratrská dvojice uchýlila na olympské úbočí, kde měla větší soukromí. Na jejich útěk do samoty měla s největší pravděpodobností vliv nepřehledná situace, která se v těch dobách odehrávala v Cařihradu v souvislosti s vládními a církevními převraty.

## Období politických a náboženských zvratů (od roku 855 do roku 860)
Zbožná císařovna-matka Theodora II. vládla za podpory logotheta (kancléře) Theoktista místo svého nezletilého syna Michaela III. jako císařovna-zástupkyně. Císařovnin bratr Bardas, Theoktistův nepřítel, byl sice schopný a učený muž, avšak nemravný. Mladého Michaela III. vychovával k nevázanosti a dovoloval mu téměř vše. Bardas se neštítil žádných prostředků k dosažení svého. Se závistí a značnou nevolí pozoroval důvěrnou spolupráci císařovny a jejího kancléře. Theoktisovi se podařilo na nějaký čas vyhnat Bardu z Cařihradu. Bardovi se však podařilo mladého císaře natolik ovlivnit, že nakonec dosáhl toho, že byl na přání rozmařilého mladého Michaela povolán nazpět do Cařihradu. Nastal otevřený konflikt, jehož důsledkem bylo spiknutí Michaela III. a jeho strýce Bardy proti kancléři Theoktistovi. Theoktistos, ochránce Konstantina Filozofa, byl uvržen do žaláře, kde byl okolo r. 855 zavražděn. Spiknutí Bardy a Michaela III., proslulého coby oddaného pijana, se teď obrátilo proti Theodoře. Nestačilo jim, že se v roce 856 vzdala vlády, ale donutili ji, aby i se svými třemi dcerami vstoupila roku 857 do kláštera.
Konflikt se teď přenesl na církevní půdu. Mladý císař všemožně ztrpčoval život patriarchovi Ignatiovi stejně, jako jeho komplic Bardas. Ignatios byl kvůli kritice Bardova pohoršlivého způsobu života vyhnán z Cařihradu, nepodlehl však útočnému nátlaku, aby se zřekl patriaršího stolce. Bardas neměl trpělivost čekat, až by byl Ignatios souzen a sesazen zákonným způsobem a neotálel s ustanovením učeného Fotia, muže světského stavu, novým patriarchou. Během pouhých šesti dnů přijal Fotios veškerá církevní svěcení a na Vánoce roku 858 byl vysvěcen na biskupa a ustanoven patriarchou. Církevní sněm biskupů však nadále podporoval Ignatia a Fotia odsoudil. Fotios tedy v roce 859 svolal svůj církevní sněm a vládním nátlakem dosáhl sesazení Ignatia a zahájil pronásledování jeho přívrženců.

## Misie u Chazarů
Oba bratři, vzdáleni těchto politických tahanic, se však ze samotářského způsobu života netěšili dlouho. Po státním a církevním převratu v Byzanci přišli okolo roku 860 k císaři Michaelovi III. chazarští poslové, kteří prostřednictvím listiny od svého vladaře žádali o mudrce, který by v učené disputaci dovedl oponovat arabským a židovským misionářům. Proto byli oba bratři vysláni Michaelem III. na misijní a diplomatickou cestu k Chazarům, tradičním spojencům Byzance, na černomořské, azovské a kaspické pobřeží.
Metoděj přijal úkol doprovázet svého mladšího bratra s vřelostí jemu vlastní. Cestou k Chazarům výprava přezimovala v Chersonésu na pobřeží Krymu, kde významnou událostí byla archeologická činnost, jejímž výsledkem bylo nalezení ostatků sv. Klimenta, v pořadí čtvrtého římského papeže, kterého u Chersonésu okolo roku 101 zastihla mučednická smrt. Část ostatků nechali bratři v Chersonésu, část vzali s sebou. Legenda uvádí i diplomatickou příhodu s chazarským vojvodou, který upustil od obléhání města obývaného křesťany. Na další cestě doprovod bez úhony vyvázl z nepříjemné situace, když byl napaden maďarským oddílem. Cesta pokračovala po souši od ústí Donu směrem ke Kaspickému moři. Po diplomatické misi a křesťanské misii u chazarského kagana působila výprava misijně i na zpáteční cestě.

## Události v Cařihradu kolem roku 860
Mezitím došlo opět ke konfliktům mezi novým patriarchou Fotiem a přívrženci dřívějšího patriarchy Ignatia. Fotios tedy v roce 861 znovu svolal církevní sněm a na cařihradském synodě byl Ignatios opětovně odsouzen a sesazen a s ním i větší počet biskupů. Císařský a patriarší dvůr proto hledal muže způsobilé pro uprázdněná biskupství. Byly známy správní schopnosti Metodějovy, ten dostal proto nabídku, aby se ujal úřadu arcibiskupa v Byzanci.
Tu ale odmítl a přijal pouze hodnost igumena, tedy představeného kláštera Polychron na asijském břehu Marmarského moře rovněž v byzantské zemi, maloasijské Bithýnii. Zde však dlouho nepobyl. O právních a správních schopnostech Metoděje, o misionářských schopnostech Konstantina a o jejich jazykových znalostech bylo brzy slyšet i za hranicemi Byzantské říše.

## Situace na Moravě kolem roku 862
Vládce Moravy Rostislav ve snaze vymanit se zcela z vlivu Franské říše, která využívala křesťanství a církevní správu pro své politické cíle, usiloval o vytvoření vlastní církevní organizace, nezávislé na Franské říši. Protože Rostislav neuspěl u papeže Mikuláše I. s žádostí o vyslání biskupa, který by ve srozumitelném jazyce vysvětlil domácímu moravskému lidu veškerou křesťanskou víru, obrátil se s toutéž žádostí do Cařihradu. Nebylo tedy divu, že císař Michael po poradě se svými rádci nenašel k tomuto úkolu nikoho schopnějšího, než osvědčenou misionářskou dvojici. Přestože Rostislav žádal o vyslání biskupa, byli bratři pověřeni císařem Michaelem III. k moravskému králi pouze misií. Metoděj se vydal na cestu pouze jako jáhen, což v situaci, kdy nebyla rozhodnuta otázka církevních pravomocí, se ukázalo jako prozíravé.

## Misie na Moravě
Na jaře roku 863 dorazila výprava na Moravu. Pro Moravu nastalo nové období osvětové a církevní činnosti, které mělo výrazný vliv na situaci ve velké části Evropy.
Věrozvěstové si rozdělili úkoly a začali vyučovat žáky vybrané Rostislavem mezi nadanými moravskými mladíky. Misionáři přeložili do staroslověnštiny bohoslužebné knihy, učili své žáky tyto knihy správně číst a chápat, učili je znát všechny církevní obřady. Založili seminář pro výchovu svých následovníků v misijní činnosti. Pro potřeby semináře přeložili obřadní knihy, napsali učebnice a bez prodlení začali vychovávat kněžský dorost. Putovali rovněž po moravských městech, hradištích i venkově a šířili křesťanskou osvětu, neboť mezi prostým zemědělským lidem dosud převládalo hrubé, povrchní křesťanství nebo přežívalo pohanství. Mezi Moravany totiž dosud působili kněží z Řecka, Itálie, ale především z Bavor, a každý vykládal víru po svém. Pokřtěna byla především vyšší společenská vrstva, nobilita.
Zde se projevil výrazný rozdíl mezi způsobem šíření povrchního křesťanství ze strany německých kněží a slovanských apoštolů. Franští pohraniční biskupové a kněží nikterak nevynikali učeností ani svatostí, účastnili se válek se zbraní v ruce a sloužili hlavně politickým záměrům Franské říše. Slovanským jazykem nevládli dostatečně a jazyková bariéra byla příčinou mizerných výsledků jejich misijní práce. Franští kněží nebyli příliš schopní argumentovat proti přežívajícím pohanským pověrám a v mnoha ohledech byli nemístně tolerantní. Konstantina a Metoděje sice předcházela vynikající pověst učenců, ale teprve nyní, když Moravané měli možnost čerpat poučení i povzbuzení z knih v jim srozumitelném jazyce, mohli naplno ocenit význam knih pro šíření vzdělanosti a ocenit velikost věrozvěstů.
Franský král Ludvík II. Němec nelibě nesl, že jeho leník Rostislav začal upevňovat svou nezávislost. Shromáždil silné vojsko a v srpnu 864 oblehl Rostislava v pevnosti zvané Dowina – Děvín. Rostislav, když poznal, že není úniku z obklíčení, byl okolnostmi přinucen se s Franky porovnat a vydat rukojmí jako záruku, že nevystoupí proti Ludvíku Němci.
I v této nepříhodné době ale pokračovali věrozvěstové v misijní a vzdělávací činnosti. Získali si u Moravanů plnou důvěru a jejich žáci si rychle osvojovali vědomosti. Po čtyřicetiměsíční činnosti nastal čas, kdy bylo potřeba vysvětit žáky na kněze.

## Misie v Panonii
Někdy na podzim roku 866 se věrozvěstové odebrali na cestu do Akvileje a dále zpět do Konstantinopole, aby tam zařídili potřebné záležitosti. Cestou se asi na půl roku zastavili u knížete Kocela v politicky klidnější Panonii. Ten jim přivedl 50 žáků, aby je bratři připravili pro stav duchovní. Slovanští obyvatelé Panonie přijímali s vděčností křesťanskou misii ve staroslověnštině, slovanském jazyku. Kníže Kocel o této skutečnosti nejednou písemně informoval papeže Mikuláše I. a vychvaloval úspěšnou christianizaci jeho knížectví prostřednictvím obětavých soluňských sourozenců. A jak bylo v povaze bratrské dvojice, odmítali bohaté dary a místo toho vyjednali propuštění 900 otroků. Někdy před polovinou roku 867 věrozvěstové pokračovali v další cestě do Cařihradu.

## V Benátkách
Na nějaký čas se Konstantin s Metodějem zastavili v Benátkách, kde s akvilejským patriarchou vedli učené disputace o oprávněnosti slovanské bohoslužby. Tyto rozhovory byly důležité z toho důvodu, že jejich úspěch mohl výrazně podepřít další působnost apoštolů u Slovanů a pravděpodobně vytvořil příznivou vyjednávací pozici pro pozdější jednání v Římě. Situace byla o to vážnější, že benátské kněžstvo nebylo nakloněno bohoslužbě ve slovanském jazyku. Konstantin však bystře obhájil slovanské bohoslužby a svými důvody odrazil útočné benátské kněze.
V Benátkách, které tehdy patřily k Byzantské říši, však byli bratři zaskočeni znepokojivými informacemi o vraždě jejich císaře Michaela III. nynějším novým císařem Basileiem (Vasilem). Basileios I. sesadil z funkce církevního patriarchy Konstantinova učitele Fotia a na patriarší stolec znovu zasedl Ignatios. V Benátkách zastihl apoštoly i zvací list papeže Mikuláše I.. Vydali se tedy po moři do Raveny a odsud po souši do Říma.

## V Římě
Když se družina apoštolů blížila k Římu, čekalo je vřelé uvítání. Ostatky sv. Klimenta dělaly divy. Nevítal je však Mikuláš I., ale Hadrián II., nastoupivší na Petrův stolec místo 13. listopadu 867 náhle zesnulého předchůdce. Korunován byl 14. prosince, neboť čekal na odpověď císaře Ludvíka. Díky ostatkům sv. Klimenta byl Řím vzhůru nohama a apoštolové se těšili posvátné úctě Římanů, kteří v nich poznali muže ctihodné a učené. Svou bystrostí budil Konstantin zaslouženou pozornost. Velmi laskavě a přátelsky byli bratři přijati rodáky z početné řecké mnišské komunity, kteří utekli do Říma z Cařihradu, když tam vypuklo náboženské pronásledování, ať už za patriarchy Jana nebo za Fotia. V tu dobu byl v Římě i cařihradský opat Theognostos, který do Říma přinesl stížnost vyhnaného patriarchy Ignatia. Pro Konstantina s Metodějem se stal stanovištěm klášter sv. Ondřeje při nynějším kostele sv. Řehoře Velikého, útulek řeckých mnichů. Dalším vhodným útulkem pro věrozvěsty byl klášter svaté Praxedy u chrámu Santa Maria Maggiore, který byl kolem roku 820 předán řeckým mnichům.
Věrozvěstové si u oblíbeného mezi Římany papeže Hadriána II. získali takovou důvěru, že Hadrián II. zásadně potvrdil jejich učení i jejich neobvyklou misijní metodu zavádění slovanské bohoslužby. Počátkem roku 868 potvrdil papež slovanský překlad bohoslužebných knih. Položil je na oltář v bazilice Panny Marie Sněžné, posvětil je a zároveň posvětil Metoděje na kněze. Na papežův příkaz posvětil biskup z Porta Formosus a biskup z Velletri Gauderich tři žáky Konstantina a Metoděje na kněze a dva na lektory. Přestože se proti slovanské bohoslužbě stavěli zástupci německých biskupů a franské říše, tak za podpory papežových rádců – knihovníka Anastazia a biskupa Arsenia sloužili věrozvěstové slovanské bohoslužby po hlavních římských kostelích za údivu ohromených Římanů, kteří sice pro slovanskou bohoslužbu neměli důvod mít zvláštní pochopení, pro něž však byl procítěný velebný zpěv ve slovanském jazyce něčím dosud nevídaným.
V srpnu roku 868 dorazili do Říma vyslanci císaře Basileia a patriarchy Ignatia. Přinesli s sebou akta Fotiovy synody z léta roku 867, která byla podrobena vyšetřování, které skončilo až v červnu 869 demonstrativním spálením Fotiových spisů na schodech kostela sv. Petra.
Když Metoděj seznal, že se blíží poslední dny Konstantinova života, měl v úmyslu vrátit se do Řecka na Olymp a splnit slib, který dal matce, že přeživší bratr přenese a pochová tělo sourozence v bithýnském klášteře. Avšak Konstantin, již pod novým mnišským jménem Cyril (Kyrillos), přesvědčoval Metoděje, aby pokračoval v započatém těžkém misijním díle a neopouštěl Slovany. Papež ale nařídil, aby byl Cyril pohřben za účasti řeckého i římského duchovenstva se všemi poctami jako apoštolský papež. Metodějovi se podařilo oblomit papeže, aby – ač nerad – souhlasil s tím, že Metoděj bude moci splnit slib, který dal matce. Přikázal, aby Cyril byl uložen v mramorové rakvi a svolil k Metodějovu odchodu. Jenže s tím se nechtělo smířit římské duchovenstvo, proto na poradě s římskými biskupy, kardinály a velmoži přesvědčilo papeže, aby tak vynikajícího a velkého a slavného muže nenechal pochovat nikde jinde, než ve stejně slavném městě. Papež tedy poručil všemi milovaného světce pochovat v jeho vlastním papežském hrobě v bazilice sv. Petra. Metoděj, když nebyla vyslyšena jeho první prosba, přesto dosáhl alespoň toho, že byl nakonec jeho bratr pohřben v kostele svatého Klimenta, světce, jehož ostatky po obtížném a pečlivém hledání našel a přinesl do Říma.
Metoděj, který dříve plně podporoval a doplňoval činnost Konstantina, zůstal osamocen před náročným úkolem dokončit dílo svého bratra.

## Cestování mezi Panonií a Římem
Papež vyslyšel žádost Kocela o „blaženého učitele“ a poslal ho nejen jemu, ale „všem slovanským krajinám“. Metoděj byl tedy zplnomocněn k výkonu funkce apoštolského misionáře a legáta s důležitou pravomocí pro rozšíření křesťanské víry a pro uspořádání církevních poměrů ve slovanských misijních zemích. V polovině roku 869 byl vyslán do Panonie, aby dojednal zřízení nové samostatné panonské diecéze. Měl s sebou papežský list (bula Gloria in excelsis Deo), schvalující slovanskou bohoslužbu s tím, že při mši se má číst evangelium nejprve latinsky a potom slovansky. Kocel přivítal jak Metoděje, tak papežův návrh na obnovení někdejší arcidiecéze sremské, založené Kristovým učedníkem Andronikem a zaniklé roku 581.
Metoděj se vrátil do Říma s Kocelovou odpovědí a s dvacetičlenným doprovodem panonských mužů způsobilých ke kněžskému stavu. Na podzim roku 869 byl Metoděj posvěcen na biskupa a ustanoven arcibiskupem Panonie a Moravy se sídlem v Sirmiu. Když se Metoděj coby arcibiskup vrátil do Panonie, zdržel se tam něco přes čtvrt roku. Během této doby však stačil u obyvatelstva vypěstovat takovou oblibu slovanské bohoslužby, že ta latinská ztratila u všeho lidu na vážnosti. To neunesl dlouhodobý solnohradský archipresbyter Richbald a vrátil se do Solnohradu (dnešní Salcburk). Metoděj nechal Kocelovi několik svých kněží a spěchal na Moravu upravit novou církevní ústavu sremské arcidiecéze. Než k tomu mohlo dojít, zastihly Metoděje pravděpodobně ještě v Blatensku převratné události na Moravě. Není vůbec jisté, zda arcibiskup Metoděj tehdy na Moravu skutečně dorazil, neboť byl zřejmě bavorskými biskupy zatčen ještě u Kocela v Panonii, i když se v údajích pramenů hovoří o tom, že Metoděj „pak došel i na Moravu“. Mohlo k tomu dojít někdy na přelomu roku 869/870. Také Kristián v 1. kapitole své legendy uvádí, že Metoděj byl ustanoven arcibiskupem ještě samotným králem Rostislavem, dříve než byl svržen svým synovcem Svatoplukem.

## Situace na Moravě kolem roku 870
Východofranský král Ludvík II. Němec se obával důsledků misijní činnosti slovanských věrozvěstů a využil každé vhodné příležitosti k vystoupení proti Rostislavovi. Po pohraničních šarvátkách roku 868 a minulých neúspěších chtěl zaútočit v srpnu roku 869 se silným vojskem na Moravu. Sám Ludvík II. Němec zůstal nemocen v Řezně, proto v čelo vojska Franků a Alamanů postavil nejmladšího syna Karla. Ten přitáhl před silně opevněnou Rostislavovu pevnost, avšak bez jednoznačného úspěchu. Rostislav se měl uchýlit pod ochranu hvozdů. Bylo však pustošeno území Moravy. Starší syn Ludvíka Němce Karloman vpadl s Bavory do Svatoplukova nitranského údělného knížectví a neméně pustošil krajinu. Ničivé útoky německých vojenských sborů hůře snášel Svatopluk, což mohlo být počátečním impulsem k neshodám mezi Rostislavem a jeho synovcem Svatoplukem. Ludvík Němec se totiž postaral, aby za jakési podmínky dosáhl míru s Moravany. Je možné, že se jednalo o následné vyjednávání Karlomana se Svatoplukem. Svatopluk totiž začal sledovat svoji vlastní politiku spolupráce s Franky. To mělo za následek hněv Rostislavův, proto někdy na jaře roku 870 nastražil na Svatopluka léčku ve snaze nechat ho zahubit. Svatopluk však byl někým varován a podařilo se mu uniknout. Když Rostislav poznal, že úmysl byl prozrazen, vydal se pronásledovat unikajícího Svatopluka. Avšak sám přitom upadl do léčky. Byl zajat a vydán Karlomanovi. Ten jej poslal do bavorského Řezna, kam přitáhl někdy v listopadu i Ludvík II. Němec, kde byl Rostislav odsouzen nejprve k smrti, později byl trest zmírněn k oslepení a doživotnímu uvěznění v řezenském klášteře svatého Jimrama (sv. Emmeramma). Karloman však zneužil ústupku Svatopluka k ovládnutí Moravy. Při obsazování země uloupil Karloman mojmírovský poklad a zemi svěřil do správy dvěma hrabatům Východní marky Vilémovi a Engilšalkovi.
Další lekci neuvážené důvěřivosti dostal Svatopluk v roce 871, když byl Karlomanem nařčen z věrolomnosti a uvězněn. Moravané, domnívajíce se, že Svatopluk zahynul, přiměli pod hrozbou smrti Svatoplukova příbuzného Slavomíra, aby se ujal vlády. Pod vedením Slavomíra vypuklo na Moravě povstání proti Engilšalkovi a Vilémovi a Moravané dobyli zpět mnoho hradů a pevností a vyhnali většinu německých kněží. Mezitím byl Svatopluk propuštěn, neboť nebylo důkazů proti němu. Naopak byl poctěn královskými dary a vypraven v čele Karlomanova vojska, aby potlačil povstání Moravanů. Když vojsko dorazilo ke starému Rostislavovu městu, zatímco ostatní stavěli tábor, vstoupil Svatopluk do města pod záminkou vyjednávání o kapitulaci. Společně se Slavomírem však napadl nic netušící Bavory a pomstil se Karlomanovi za uvěznění zničením jeho vojska tak drtivým, že Karloman, když se to dověděl, se vyděsil a byl donucen vrátit Svatoplukovi všechna rukojmí a jemu byl vrácen pouze jediný polomrtvý Ratbod. V květnu roku 872 poslal Ludvík II. Němec proti Moravanům vojsko Durynků a Sasů. Ti však na Moravě utrpěli potupnou porážku, že některá hrabata byla na útěku moravskými ženami palicemi strhávána s koní a zbita. Porážku utrpěl i würzburský biskup Arno a fuldský opat Sigibert (Sigehard), kteří byli vysláni na pomoc Karlomanovi, který mezitím plenil území Moravanů. Svatopluk však přepadl Bavory, kteří střežili lodě na břehu Dunaje, a mnoho jich pobil. Kdo se na útěku neutopil, byl odveden do zajetí. Vyvázl jen řezenský biskup Embrich s několika málo lidmi. Svatopluk převzal vládu nad Moravskou říší a drtivou porážkou na delší dobu ochromil výbojnost Franské říše.

## Zajetí Metoděje
Zatímco na Moravě probíhaly převratné události, zajali Frankové Metoděje a vydali ho soudu bavorských biskupů. Ti totiž nelibě nesli, že ztráceli vliv v oblasti, kde dřív působili. V nebezpečí byl i jejich církevní majetek, zejména v Panonii. Soud probíhal za přítomnosti vladaře a v nenávistné atmosféře. Místo soudu není známo, předpokládá se, že v Řezně. Němečtí biskupové se nechtěli smířit s novou situací a vyčítali Metodějovi, že učí na jejich území. Metoděj statečně hájil právo sporného území na bezprostřední církevní podřízenost papeži. Odvolával se na to, že právo soudit ho nemají němečtí biskupové, ale pouze papež. Nepodlehl nátlaku, aby se vzdal arcibiskupství, proto byl držen dva a půl roku v benediktínském klášteře ve švábském Ellwangenu, v otevřené jámě, kryté pouze mříží. Prostřednictvím listů Metodějových žáků byl papež upozorněn, jak krutě a surově bylo s Metodějem zacházeno. Papež Hadrián II. začal tento případ vyšetřovat a pokoušel se jej vyřídit písemnou formou, ale bez úspěchu. Metoděj doufal, že na papežův rozkaz bude v krátké době osvobozen.
Mnohem razantněji vystoupil až papež Jan VIII., který jako římský arcijáhen spolupracoval už s Mikulášem I., a nastoupil na Petrův stolec 14. prosince 872. Hned počátkem roku 873 poslal ankonského biskupa Pavla jako svého zvláštního vyslance, aby Metoděje vysvobodil a potrestal jeho pronásledovatele – solnohradského arcibiskupa Adalvina, pasovského biskupa Hermanricha a freisinského biskupa Anna. Zároveň obeslal listem i uvedené církevní hodnostáře. V listu Hermanrichovi doslova kárá jeho „smělost a zvířecí divokost přesahující zběsilost světského knížete a tyrana“. Konečně papež nařídil potrestat vrahy mnicha Lazara, který měl papeže informovat o osudech Metoděje.
Němečtí biskupové se při jednání proti Metodějovi opírali o argumenty franského krále Ludvíka, který přes své zástupce v Římě hájil církevní pravomoc v Panonii vzhledem k pětasedmdesátiletému trvání. Papež Ludvíkovy argumenty neuznal jako dostatečné, naopak prostřednictvím vyslance biskupa Pavla pověřeného jednat s Ludvíkem protiargumentoval starobylými církevními právy z doby před zánikem panonsko-sremské (tj. sirmijské) diecéze pod náporem kočovných Avarů v roce 582. V instrukcích, které legát Pavel dostal od papeže, se zdůrazňují dispoziční práva papežů na Panonii s poukazem, že jde o část Ilyrika odedávna církevně podřízeného Římu. Král Ludvík to uznal a biskupové se museli podrobit papežovu rozhodnutí.
Papež přísně potrestal německé biskupy. Adalvinovi a Hermanrichovi zakázal vykonávat biskupský úřad a Anno byl povolán k odpovědnosti do Říma. Metoděje museli okamžitě propustit. Legát Pavel dostal příkaz doprovodit Metoděje ke Svatoplukovi. Metodějova legenda praví, že čtyři německé biskupy stihl za spáchané křivdy soud svatého Petra za to, že hřešili proti právu Petrova stolce. Z nich Adalvin zemřel 14. května 873, Hermanrich v roce 874 a Anno 9. října 875. Čtvrtým, v papežských listech nejmenovaným, mohl být brixenský biskup Lantfried, zemřel rovněž kolem roku 874.
Papež měl v úmyslu přiřadit k Panonii a Moravě i další krajiny, kdysi přináležící k dříve slavné arcidiecézi sremské. V tom duchu psal dalmatsko-chorvatskému knížeti Mutimírovi († 910), aby se „navrátil k panonské arcidiecézi“. Když Frankové ztratili vliv na Moravě a prohráli Panonii na poli církevním, zkoušeli to výhrůžkami, že přijme-li Kocel Metoděje, neujde trestu. Pravděpodobně se pomstili Kocelovi za jeho nadšení pro slovanskou bohoslužbu a podíl na budování sremské arcidiecéze, neboť Kocel okolo roku 874 mizí z dějin beze stopy.

## Metoděj podruhé na Moravě
Již v prvních moravských městech, vsích a dvorcích byl Metoděj vítán s velkou radostí. Knížata mu prokazovala velkou úctu. Svatopluk přijal Metoděje a odevzdal mu všechny kostely a všechno duchovenstvo na Moravě. Po návratu Metoděje se výrazně vzmohlo křesťanství na Moravě a vzmáhala se i Moravská říše, neboť Svatopluk sám začal využívat křesťanství k rozšiřování území. Metoděj plnil úkol papeže šířit křesťanství u Slovanů a využíval pravomoci posílat své kněze za hranice říše. Za spolupráce s Metodějem tak Svatopluk získal území na řece Visle. Svatopluk se v této fázi zaměřoval na územní zisk, uzavřel proto v roce 874 s Franky mír. V čele poselstva při uzavírání míru stál kněz Jan z Benátek, Svatoplukův důvěrník. Je možné, že právě přes jeho osobu se latinská církevní strana snažila uplatnit na Svatoplukově dvoře svůj vliv.
Metoděj při každé příležitosti neopomněl připomínat vladařům a knížatům teokratický způsob jejich vládní moci a připomínat povinnosti křesťanských panovníků. Napomínal i příbuzenský sňatek jednoho z knížecích rádců. V tomto ohledu byl přísnější, než němečtí kněží. Někteří velmoži nelibě nesli Metodějovu přísnost v otázkách křesťanské mravnosti. Toho využívali němečtí kněží k podbízení se velmožům a získávali je na stranu latinské bohoslužby. Byl to právě Jan z Benátek, který doručil roku 879 papeži Svatoplukův list se stížností na Metodějova kázání a slovanské bohoslužby. Papež na to ihned Metoděje upozornil a nařídil, aby v Římě vysvětlil své učení a slovanskou bohoslužbu, kterou mu údajně zakázal v listu doručeném po legátovi Pavlovi. Někdy na přelomu let 879 a 880 se Metoděj vydal na cestu do Říma. Doprovázel ho Svatoplukův důvěrník Zemižizň.

## Metoděj potřetí v Římě
Papež Jan VIII. měl nedobré zkušenosti s násilnou mocí německých vladařů a viděl v tom určité nebezpečí pro obecnou svobodu církve. Brzy se přesvědčil o velikosti slovanského apoštola, jehož vystoupení bylo úctyhodné. Metoděj jasně a přesvědčivě ospravedlnil svoje počínání a působivě vylíčil upřímnou oddanost moravského vládce i moravského lidu. Jan VIII. shledal Metodějovo učení pravověrným ve všech církevních naukách a potvrdil Metodějovi všechny výsady jeho arcidiecéze a obdařil Metoděje předpisy coby papežského legáta pro šíření křesťanské víry mezi Slovany. Jáhnům a kněžím na území Svatoplukovy říše bez rozdílu národnosti papež nařídil pod hrozbou vyhnání poslušnost a poddanost Metodějovi. Papež zvláště potvrdil slovanskou bohoslužbu a slovanský jazyk pro hlásání Kristova učení s tím, že evangelium se má číst nejprve latinsky a potom ve slovanském jazyku. Pro velmože, jimž se líbí více mše latinská, nechť se koná bohoslužba latinsky. Na Svatoplukovo přání papež vysvětil za nitranského biskupa německého kněze Wichinga, kterého za tím účelem Svatopluk vyslal do Říma, a vyjádřil ochotu vysvětit dalšího biskupa, aby Metoděj mohl světit biskupy sám.
V Římě se Metoděj dověděl, že papež vyjednává s Fotiem, který se po smrti patriarchy Ignatia v roce 877 vrátil z vyhnanství do Cařihradu a nastoupil podruhé na patriarší stolec. Papež ho v roce 879 uznal patriarchou pod podmínkou, že přijme římské rozhodnutí. Ve spojenectví s Cařihradem hledal Jan VIII. oporu proti nebezpečí saracénských nájezdníků. Metoděj poslal do Cařihradu vzkaz, že si přeje podat císaři Basileiovi zprávu o misijním díle u Slovanů a získat jeho přízeň.

## Metoděj potřetí na Moravě
Metoděj se vrátil na Moravu s potvrzením dřívějších výsad Hadriánových rozšířených o právo světit nové biskupy. Jeho působení však bylo obtížné a vyžadovalo psychickou odolnost, neboť Wiching kladl překážky. Neštítil se ani podvodu, když dorazil na Moravu před Metodějem a na základě falešného údajně papežova listu vystupoval jako jedině pravý moravský biskup a dokonce i před shromážděným lidem rozhlašoval lži, že papež kázal Metoděje i s jeho učením vyhnat ze země. Pravda vyšla najevo, když Metoděj dorazil s pravým papežským listem, což po počátečním zklamání na základě Wichingova podvrhu lid přivítal s nadšením. O rok později se pokusil Wiching o obdobný podvod, když zfalšoval papežský dopis proti Metodějovi. Na Metodějův dotaz do Říma papež v březnu roku 881 popřel, že by podobný list Wichingovi posílal, a vyjádřil Metodějovi plnou podporu a slíbil, že Wichinga zavolá před soud.
V roce 882 obdržel (pravděpodobně se značným zpožděním) Metoděj list od císaře Basileia I., v němž vyjádřil císař přání vidět se s proslulým Metodějem, dokud ještě žijí. Metoděj se bez meškání vypravil na poslední cestu do své domoviny.

## Metoděj v Cařihradě
V Cařihradě byl arcibiskup Metoděj přijat všemi včetně císaře s velkou radostí a úctou. Císař i patriarcha slavnostně uvedli arcibiskupa do svého sídla. Císař se pochvalně vyjádřil o jeho učení, vyslyšel a splnil veškerá Metodějova přání a z řad jeho žáků si vyžádal kněze a jáhna s knihami. Císař s patriarchou schválili sice neobvyklý, ale nadmíru úspěšný způsob Metodějovy misijní činnosti, potvrdili slovanskou bohoslužbu a dovolili, aby dva Metodějovi žáci šířili a upevňovali křesťanství pomocí slovanských knih i mezi Slovany Byzantského císařství. Když Metoděj takto přispěl k dalšímu šíření křesťanství mezi Slovany, byl bohatě obdarován a vydal se na obtížnou cestu na Moravu, aby dokončil rozdělané dílo.

## Metoděj počtvrté na Moravě
V tu dobu již Metoděj cítil, že mu ubývá fyzických sil, apoštolská horlivost ho však pobízela, aby dokončil překlad zbývajících evangelií. Za tím účelem vybral ze svých žáků dva rychlopísaře. Za osm měsíců, od března do října včetně roku 884 stihli upravit překlad téměř všech knih (kromě knihy Makabejských). Pro tak obrovské dílo však Metoděj neměl zdaleka takové podmínky, jako tomu bylo za Rostislava, kdy vzájemně se podporující bratrská dvojice měla všestrannou podporu ze strany moravského knížete. Za panování Svatopluka téměř osamocený Metoděj nesl veškerou tíhu správy ještě neupravené arcidiecéze a řízení výchovy kněžstva. Ze strany vládce, jemuž Metodějovo dílo přinášelo v podstatě největší prospěch, nacházel příliš málo porozumění, o intrikách Wichinga a německých kněží, často spíše špionů Franské říše, než pravých misionářů, ani nemluvě. Snad jen všeobecná úcta ze strany lidu a Metodějův věhlas zabránila ještě větším potížím. O úctě k osobnosti Metoděje ze strany blíže nejmenovaného franského, údajně nepřátelského krále, který navštívil kraje kolem Dunaje a chtěl vidět Metoděje, vypovídá zpráva k roku 884. Oproti všeobecnému očekávání a varování bylo přijetí slavnostní a uctivé, cizí král se doporučil do Metodějových modliteb. Podle A. Brücknera (Die Wahrheit) je tímto králem míněn franský císař Karel III. Tlustý, třetí syn Ludvíka II. Němce, mimochodem spojenec Svatopluka I. Moravského z let 882 až 884.
Dokud setrvával Svatopluk ve velkém přátelství s Arnulfem, nemanželským synem krále Karlomana, jemuž Karloman dříve přenechal správu Korutan a Panonie (Východní marky), měl Wiching na Svatopluka vliv. Méně těžkostí s Wichingem měl Metoděj až v letech 882 až 885, kdy byl Svatopluk s Arnulfem v nepřátelství. V první polovině roku 882 totiž došlo k vypuzení Svatoplukova spojence Aribona Vilémovými a Engilšalkovými potomky z Panonie. Vázán smlouvou s Aribonem a v souladu s rozhodnutím císaře a východofranského krále Karla III. Tlustého vytáhl v roce 882 Svatopluk v čele silného vojska do Východní marky a krutě se vypořádal se zajatými potomky či příbuznými hrabat Viléma a Engilšalka, bývalých okupantů Moravy, když zmrzačil Verinhara a Vecila. Starší synové Viléma a Engilšalka Megingoz a Papo se uchýlili pod ochranu Arnulfa. Svatopluk vyčetl Arnulfovi podporu Svatoplukovým nepřátelům a jejich spolčování s Bulhary. Když Arnulf odmítl vyvrátit Svatoplukovo podezření, vytáhl Svatopluk roku 884 s obrovským vojskem a 12 dní kořistil v Arnulfově království. Když se Svatoplukovu vojsku neprozřetelně postavili Megingoz a Papo s vojskem Panonů, byli smeteni do řeky Ráby, kde utonuli.
V roce 885 byla na austrijském pomezí Bavor mezi knížetem Moravanů Svatoplukem a králem Bavorů Arnulfem stvrzena mírová smlouva. Svatopluk si vzal za manželku Arnulfovu sestru Giselu a pokřtil jménem Svatopluk Arnulfova nemanželského syna. Když Metoděj po statečném přemáhání všech obtíží poznal, že se blíží jeho čas, doporučil za svého nástupce jednoho ze svých žáků Gorazda, Moravana vzdělaného a znalého též řečtiny a latiny. Na květnou neděli 4. dubna roku 885 se na jeho přání shromáždil všechen lid, aby v chrámu požehnal císaře a knížete, duchovenstvo a veškerý lid. Zesnul obklopen svými kněžskými žáky 6. dubna. Smuteční obřady se konaly latinsky, řecky a slovansky za důstojných poct. Se svým učitelem a pastýřem se přišly rozloučit bezpočetné zástupy všech vrstev, věku a postavení včetně cizinců.
Podle písemné zprávy byl Metoděj pochován ve velkém (hlavním, synodním, kapitulním, sněmovním) chrámu ve zdi za oltářem svaté Bohorodičky. Hrob svatého Metoděje však dosud nebyl nalezen. Místo odpovídající popisu bylo sice v polovině 20. století objeveno v základech boční zdi presbytáře velkomoravského kostela v Uherském Hradišti–Sadech (v lokalitě od roku 2013 proto nazývané „Výšina sv. Metoděje“), hrob se však našel prázdný a bez důkazů, že by kdy patřil slavnému světci. Pokud tam tedy Metoděj skutečně byl pohřben, byly zřejmě jeho ostatky dodatečně přeneseny a ukryty před Wichingem na jiné místo.

## Po smrti
Když se Arnulf a Svatopluk v roce 885 opět spřátelili, Wiching nabyl zase více moci. Ve spojení s Arnulfem se vynasnažil, aby Metodějovi žáci byli násilím vyhnáni z Moravy. Tak jako dříve, tak i v tomto případě zřejmě používal k dosažení svého cíle podvržených papežských listů. Podle zpráv, které papež Štěpán V. (papež) obdržel od Wichinga, byl v září 885 sestaven papežský list Quia te zelo fidei adresovaný „Svatoplukovi, králi Slovanů“, kterým byl právě Wiching ustanoven Metodějovým nástupcem jako moravský biskup. Kromě toho papež vyslal na Moravu legáta biskupa Dominika se dvěma kněžími s pokynem, že Gorazd, než bude moci vykonávat pravomoci, se musí nejprve dostavit do Říma. Mezi stranou Wichingovou a Gorazdovou nastal konflikt, kterému nezabránil ani Svatopluk, příliš svázaný s Arnulfem i Wichingem. Metodějovi žáci odmítli uznat Wichinga za biskupa a Wiching využil momentální Svatoplukovy nepřítomnosti a vystoupil s vojenskou mocí, poskytnutou mu k ruce Arnulfem. Za pozdějšího nepřátelství Svatopluka s Arnulfem (v roce 890) byl Wiching nucen uprchnout z Moravy do služeb Arnulfa.
Nejvýznačnější z dvou set Metodějových žáků, Gorazd, Kliment, Naum, Angelár a Sáva (ohridský arcibiskup Theofylakt přidává i jméno Vavřinec-Laurentius), byli uvězněni a posléze jednotlivě vyvedeni za hranice země. Kněží, kteří byli prodáni do otroctví, byli v Benátkách osvobozeni lidmi císaře Basileia a císařem uvedeni do svého postavení a hodností. Rozešli se po slovanských zemích, kde s úspěchem pokračovali v apoštolské a osvětové činnosti a přenesli tam dědictví Metoděje. Nejpříhodnější půdu našli v Bulharsku, kde byli přijati s velkou poctou.

## Odkaz

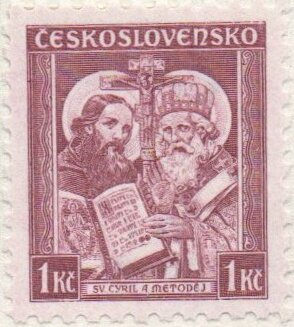
Známka k 1050. výročí úmrtí

V roce 1935 vyšla k 1050. výročí úmrtí sv. Metoděje série tří poštovních známek s motivem Cyrila a Metoděje. Známky vyryl Bohumil Heinz podle litografie Jano Köhlera.
Na počest Cyrila a Metoděje se každoročně koná Národní pouť na Velehradě za účasti tisíců věřících. V roce 1985 pouť za účasti až 200 000 lidí přerostla v demonstraci proti komunistickému režimu v Československu.